# Юаса
Юа́са (яп. 湯浅町 Юаса-тё:) — посёлок в Японии, находящийся в уезде Арида префектуры Вакаяма. Площадь посёлка составляет 20,80 км², население — 12 401 человек (1 августа 2014), плотность населения — 596,20 чел./км².

## Географическое положение
Посёлок расположен на острове Хонсю в префектуре Вакаяма региона Кинки. С ним граничат город Арида и посёлки Хирогава, Аридагава.

## Население
Население посёлка составляет 12 401 человек (1 августа 2014), а плотность — 596,20 чел./км². Изменение численности населения с 1980 по 2005 годы:
| 1980 | 17 037 чел. |  |
| 1985 | 17 171 чел. |  |
| 1990 | 16 525 чел. |  |
| 1995 | 16 067 чел. |  |
| 2000 | 15 410 чел. |  |
| 2005 | 14 742 чел. |  |

## Символика
Деревом посёлка считается Podocarpus nagi, цветком — Citrus sulcata.